# São Gonçalo do Abaeté
São Gonçalo do Abaeté é um município brasileiro do estado de Minas Gerais.

## História
Por volta de 1713, em decorrência dos movimentos das entradas e bandeiras, inicia-se o povoamento da região de Paracatu. Negros fugidos de fazendas e lavras lá estabeleciam quilombos, contribuindo também para a ocupação daqueles sertões. Em meados do século XVIII, uma expedição organizada por Manuel Pinto da Fonseca chega aos rios Indaiá e Abaeté. Em pouco tempo, a riqueza destes rios e de outros da região é confirmada com a presença de diamantes - além de ouro - em seus leitos. Para fins de fiscalização, a Coroa Portuguesa instalou, no início do século XIX, vários quartéis gerais, dentre os quais o Quartel Geral de Abaeté, nas cercanias da atual cidade de Tiros. Em maio de 1867, o distrito de Santo Antônio de Tiros é elevado a Paróquia e conta em seu território com o povoado de São Gonçalo de Abaeté. No ano de 1923, Tiros eleva-se à categoria de município, passando São Gonçalo do Abaeté a figurar como um de seus distritos. Sua emancipação política é conseguida vinte anos mais tarde, em 1943. Em 31 de dezembro de 1943 e 1 de janeiro de 1944 tornou-se cidade.

## Localização
Está localizada na BR-365 km 325, trevo com a Rodovia Estadual Professor José Acrisio Braga (MG 060)- distante 11 km da cidade. Fica a 380 quilômetros de Belo Horizonte, a 480 quilômetros de Brasília, a 320 quilômetros de Montes Claros, a 110 quilômetros de Patos de Minas, no Alto do Paranaíba/Triângulo Mineiro. Distante 60 km da BR-040 passando pela BR-365.
A sede está a 798 metros de altitude.

## Economia
Diamante e quartzo, pecuária leiteira e de corte, agricultura como café, eucalipto, soja, algodão, arroz, feijão, cana de açúcar e outras fazem suas riquezas.

## Município
São Gonçalo do Abaeté é uma cidade pacata, interiorana, com uma população receptiva, tem alguns hotéis fazenda e três pousadas dentro de sua área urbana, possui agência lotérica, Banco do Brasil, Sicoob, lojas de eletrodomésticos, hospital e quadras esportivas, custo de vida baixo e linhas de transporte rodoviário diárias para as cidades de Patos de Minas e João Pinheiro. Anualmente em julho ocorre a maior festa da cidade, a Festa do Cowboy. Sua população recenseada em 2022 era de 7 375 habitantes.

## Hidrografia
Localizada na bacia do São Francisco, São Gonçalo do Abaeté é banhada pelo rio Abaeté, afluente da margem esquerda do rio São Francisco. A bacia do Rio Abaeté, grande parte dentro do município, é alimentada por vários ribeirões e córregos, como exemplo temos: Ribeirão Andrade, Ribeirão Santo Inácio, Córrego Galheiro, Córrego do Lenço, Córrego da Fazenda, Córrego Grande, dentre vários outros.

## Distritos e localidades
O município é composto por dois distritos, sendo o distrito-sede de São Gonçalo do Abaeté e o distrito de Canoeiros.
O município possui as seguintes localidades: Caraíba, Lagoa do Garimpo, Lagoa do Canastrão, Lagoinha e Pontal do Abaeté — esta localizada mais próxima da sede do município de Três Marias, com o qual faz divisa.